# Мактирнан, Джон
Джон Мактирнан (англ. John McTiernan; род. 8 января 1951, Олбани) — американский кинорежиссёр и сценарист, продюсер.

## Биография
Джон Мактирнан родился в Олбани, учился в Джульярдской школе, степень магистра изящных искусств получил в Американском институте киноискусства. Режиссёрским дебютом Мактирнана стал фильм «Бродяги». В США его часто называют одним из величайших режиссёров боевиков, который оказал огромное влияние не только на сам жанр, но и на творческий стиль, используемый кинематографистами, стремящимися передать в своих фильмах убедительное, эффективное и захватывающее действие. Фильм «Бродяги» привлёк внимание Арнольда Шварценеггера. В результате он нанял режиссёра для съёмок «Хищника». Фильмы «Крепкий орешек» и «Охота за красным октябрём» закрепили за Мактирнаном статус мастера режиссуры боевиков и триллеров.
Проходил по делу о найме частного детектива Энтони Пелликано, занимавшегося незаконным прослушиванием телефонных разговоров. В 2010 году Мактирнан был приговорён к году заключения за дачу ложных показаний в ходе этого процесса.

### Уголовные обвинения, осуждение за уголовное преступление и лишение свободы
3 апреля 2006 года федеральный суд обвинил Мактирнана в том, что в феврале 2006 года режиссёр дал следователю ФБР ложные показания о найме частного детектива Энтони Пелликано для незаконного прослушивания в августе 2000 года телефонных разговоров продюсера фильма «Роллербол» Чарльза Ровена. Мактирнан не соглашался с Ровеном по поводу того, каким должен быть фильм, и нанял Пелликано для расследования его намерений и действий. Он попросил Пелликано попытаться найти случаи, когда Ровен отрицательно отзывался о руководителях студии или говорил другим людям что-то, что не соответствовало тому, что он говорил студии.
Мактирнан был вызван в суд и признал себя виновным 17 апреля 2006 года в рамках первоначального соглашения о признании вины и сотрудничестве с прокуратурой в обмен на мягкое обращение. Прокуратура завила, что он продолжал обманывать её, а также прослушивал и другие телефонные разговоры, что побудило её добиваться тюремного заключения. Обвиняемый нанял нового адвоката и попытался отозвать признание вины, заявив, что предыдущий адвокат не провел надлежащего расследования по делу и не представил ему должную стратегию защиты, так как в качестве доказательства его вины использовалась запись его разговора с Пелликано от 17 августа 2000 года. Предложение было отклонено судьёй Федерального округа Дейлом С. Фишером, который немедленно приговорил режиссёра к четырём месяцам тюремного заключения и штрафу в размере 100 000 долларов. Судья обвинил Мактирнана в попытке подняться «выше закона», не проявляя раскаяния, и добавил, что он «вел привилегированную жизнь и просто хочет продолжать её». Ему было приказано сдаться для заключения под стражу к 15 января 2008 года, но затем разрешили не отправляться в тюрьму под залог в ожидании ответа на апелляцию. Апелляционный суд отказал в пересмотре приговора, и Мактирнан был помещён в тюрьму.

## Банкротство
В октябре 2013 года, находясь в тюрьме, Мактирнан подал заявление о банкротстве по обращению взыскания банка на его ранчо площадью 1316,85 га в центральном Вайоминге, который банк оценил, по мнению Мактирнана, ниже рыночной стоимости (в 8-10 миллионов долларов). Он пытался оплатить судебные счета, налоговые долги и продолжающиеся дорогостоящие споры, включая судебный процесс его бывшей жены на 5 млн долл. за автомобильную аварию 2011 года, а также прилагал усилия по отмене осуждения за уголовное преступление.
Банк, державший закладную на ранчо, заявил, что подача заявления была недобросовестной тактикой, направленной на то, чтобы затормозить процедуру обращения взыскания, и просил председательствующего судью преобразовать дело о банкротстве в более радикальную форму банкротства, которая даст банку право требовать ликвидации активов без разрешения владельца.
Адвокаты Мактирнана возражали, считая быструю ликвидацию активов неоправданной. В ходе процедуры банкротства режиссёр утверждал, что планирует реализовать два вероятных будущих кинопроекта с рабочими названиями Red Squad и Warbirds с большими бюджетами и значительными вероятными доходами с известными актёрами в главных ролях. 9 декабря 2015 года судья вынес решение против Мактирнана о том, что его активы должны быть ликвидированы, согласившись с кредиторами. Сообщалось, что его ранчо, вероятно, будет продано, а управление выплатами будущих гонораров за фильмы Мактирнана возьмёт на себя администратор.
После 328 дней заключения Мактирнан был освобождён и отбыл оставшуюся часть срока под домашним арестом. В настоящее время Мактирнан живёт в «доме менеджера» рядом со своим офисом. Он подал в суд против First Interstate BancSystem Inc. «за экономическое принуждение, нарушение фидуциарных обязанностей, нарушение подразумеваемого соглашения о добросовестности и честности, нарушение контракта, мошенническое сокрытие и мошенническое побуждение».

## Фильмография
| Год  | Фильм                        | Режиссёр | Продюсер       | Сценарист | Примечания |
| ---- | ---------------------------- | -------- | -------------- | --------- | ---------- |
| 1986 | Бродяги                      | Да       |                | Да        |            |
| 1987 | Хищник                       | Да       |                |           |            |
| 1988 | Крепкий орешек               | Да       |                |           |            |
| 1990 | Охота за «Красным Октябрем»  | Да       |                |           |            |
| 1991 | Робин Гуд                    |          | Исполнительный |           |            |
| 1992 | Знахарь                      | Да       |                |           |            |
| 1993 | Последний киногерой          | Да       | Да             |           |            |
| 1995 | Крепкий орешек 3             | Да       | Да             |           |            |
| 1996 | Право не отвечать на вопросы |          | Да             |           | Телефильм  |
| 1996 | Аманда                       |          | Да             |           |            |
| 1997 | Автострада                   |          | Исполнительный |           | Телефильм  |
| 1999 | Тринадцатый воин             | Да       | Да             |           |            |
| 1999 | Афера Томаса Крауна          | Да       |                |           |            |
| 2002 | Роллербол                    | Да       | Да             |           |            |
| 2003 | База «Клейтон»               | Да       |                |           |            |